# مرغ کریچ‌ساز آتشین
مرغ کریچ‌ساز آتشین (نام علمی: Sericulus ardens) یکی از درخشان‌ترین پرنده‌های کماندار است. پرنده نر یک پرنده با جثه متوسط تا ۲۵ سانتی‌متر طول، با پرهای نارنجی آتشین و زرد طلایی، پرهای گردن کشیده و دم سیاه با نوک زرد است. این گونه بادگیر "از نوع خیابان" با دو دیوار جانبی چوب می‌سازد. ماده پرنده‌ای قهوه‌ای زیتونی با رنگ زرد یا طلایی دور شکم است.
مرغ کریچ‌ساز آتشین در جنگل‌های بارانی گینه نو پراکنده و بومی است. مرغ کریچ‌ساز آتشین نر به همراه کمان خود دارای یک نمایشگر خواستگاری است که دم و بال‌هایش را به دو سو می‌پیچد و سپس سر خود را به سرعت تکان می‌دهد.